# Xenophysa argyrogramma
Xenophysa argyrogramma là một loài bướm đêm trong họ Noctuidae.